# Căpitanul Hatteras
Căpitanul Hatteras (în franceză Les Aventures du capitaine Hatteras) este un roman scris de Jules Verne, serializat începând cu primul număr al revistei Magasin d'Éducation et de Récréation în două părți: Englezii la Polul Nord (în franceză Les Anglais au Pôle Nord) apărut între 20 martie 1864 - 20 februarie 1865 și Deșertul de gheață (în franceză Le Désert de glace) apărut între 20 martie 1864 - 20 februarie 1865. Ediția in octavo a fost pusă în vânzare pe 26 noiembrie 1866, sub titlul Voyages et aventures du Capitaine Hatteras. Cele 150 de ilustrații ale cărții au fost realizate de Édouard Riou.

## Versiuni diferite
În 1855, Jules Verne a publicat în Musée des familles o nuvelă intitulată O iarnă printre ghețari, conținând câteva elemente care vor apărea ulterior în roman. O primă versiune a Căpitanului Hatteras a apărut între 1864 și 1865 sub forma a două romane separate: Englezii, la Polul Nord și Deșertul de gheață. Jules Verne a remaniat ulterior povestea, au fost adăugate ilustrațiile lui Riou, iar romanul a fost reeditat în decembrie 1866. Versiunea definitivă a apărut în seria Călătorii extraordinare. Deși a fost prima carte a seriei, pe ea apărea numărul 2. Trei cărți ale lui Verne din perioada 1863-1865 (Cinci săptămâni în balon, O călătorie spre centrul Pământului și De la Pământ la Lună) au fost adăugate retroactiv la serie.

## Intriga
În Liverpool, bricul Forward stârnește curiozitatea tuturor: este vizibil că a fost conceput pentru mările polare, dar modul în care a fost realizat intrigă. În plus, marinarii sunt prea bine plătiți, dar nu îi interesează destinația vasului; vasul transportă o cantitate uriașă de praf de pușcă, dar puține arme. Căpitanul lipsește și nu este cunoscut, secundul Shandon joacă rolul căpitanului, iar pe vas se află și un câine.
Pe vas sosește și doctorul Clawbonny, dar nici el nu știe mai multe ca ceilalți, fiind contactat prin intermediul unei scrisori. Acest lucru însă nu l-a neliniștit, deoarece este avid de noi experiențe. O scrisoare adusă de câine indică prima etapă a vasului și, după plecarea sa, doctorul Clawbonny descrie explorările anterioare ale regiunilor polare, desfășurate între anii 970 și 1845.
Vasul trece de coasta estică a Groenlandei și o nouă scrisoare venită în mod misterios de la necunoscutul căpitan indică etapa următoare. Vasul face escală la Upernivik (ortografiat Uppernawik în cartea lui Jules Verne), "cea mai nordică așezare pe care o stăpânește Danemarca pe aceste coaste", unde îi întâlnește pe eschimoși.
După ce părăsesc așezarea, un aisberg amenință vasul, ceea ce determină adevăratul căpitan să își facă apariția și să îl salveze. Numele său este Hatteras, iar scopul lui este atingerea Polului Nord geografic, pentru gloria Angliei. Când un alt aisberg le oprește trecerea, este încărcat un tun cu praf de pușcă și bumul sonic provoacă distrugerea acestuia.
Expediția atinge Polul Nord magnetic, apoi vânează o balenă, trece de capul Dundas (actuala bază aeriană Thulé) și ajunge în locul în care spera să găsească rezerve de combustibil, doar pentru a constata că acestea au fost jefuite de eschimoși. Maistrul Johnson rememorează moartea locotenentului Bellot, petrecută în timpul unei expediții anterioare, ofițer extrem de stimat de către oamenii săi.
Bricul Forward ajunge pe ghețuri, mergând în derivă împreună cu ele. Din cauza unei iluzii optice, doctorul ucide o vulpe, crezând că e un urs, și găsește asupra ei un colier datând din precedenta expediție în zonă, petrecută cu 12 ani înainte, în 1848. Pe vasul imobilizat apar primele semne de scorbut și, deoarece nu mai există combustibil, echipajul vrea să demoleze vasul pentru a arde lemnele. Aceasta este o lovitură cumplită pentru căpitanul Hatteras, care nu se opune, iar vasul continuă să meargă în derivă spre nord.
Împreună cu doctorul Clawbonny, doi oameni din echipaj - Bell și Simpson - și câinele Duk, căpitanul Hatteras pornește într-o expediție de 250 de mile pentru a găsi un depozit de cărbuni. În timpul călătoriei, Simpson moare, iar cei trei rămași găsesc urmele unei expediții americane, din care mai supraviețuiește un om. Reveniți pe bricul Forward fără cărbunele dorit, ei află că echipajul s-a răsculat, a dat foc vasului și a pornit spre sud. Singurul rămas este fidelul maistru Johnson.
Englezii și cel salvat de ei, americanul Altamont, petrec iarna într-un palat de gheață construit de ei. Locuința le este atacată de urși, dar cei patru reușesc să scape și odată cu sosirea primăverii, își continuă expediția spre Polul Nord.
Cu ocazia unei vânători de boi moscați, căpitanul Altamont îi salvează viața căpitanului Hatteras. Expediția ajunge la o mare eliberată de ghețuri, își construiește o barcă și, după ce scapă dintr-un vârtej, ajunge pe insula care marchează Polul Nord. Acesta se află în craterul unui vulcan, iar căpitanul Hatteras vrea să meargă acolo; deși supraviețuiește, își pierde mințile. Călătoria de întoarcere este descrisă foarte pe scurt de Jules Verne. 
La finalul romanului, Hatteras este tot cu mințile rătăcite, fiind îngrijit de doctorul Clawbonny și avându-l alături pe devotatul câine Duk. Până la ultima frază a cărții, căpitanul este obsedat de Polul Nord și, chiar și în spitalul în care este internat, efectuează zilnic aceeași plimbare, de la sud către nord.

### Capitolele cărții
| - Capitolul I Bricul Forward - Capitolul II O scrisoare neașteptată - Capitolul III Doctorul Clawbonny - Capitolul IV Dog-captain - Capitolul V În larg - Capitolul VI Marele curent polar - Capitolul VII Strâmtoarea Davis - Capitolul VIII Ce vorbea echipajul - Capitolul IX O veste - Capitolul X Navigație periculoasă - Capitolul XI Policarul diavolului - Capitolul XII Căpitanul Hatteras - Capitolul XIII Planurile lui Hatteras - Capitolul XIV Expediție în căutarea lui Franklin - Capitolul XV Forward e aruncat din nou spre sud - Capitolul XVI Polul magnetic - Capitolul XVII Catastrofa expediției lui John Franklin - Capitolul XVIII Drumul spre nord - Capitolul XIX O balenă la orizont - Capitolul XX Insula Beechey - Capitolul XXI Moartea lui Bellot - Capitolul XXII Început de revoltă - Capitolul XXIII Asaltul ghețurilor - Capitolul XXIV Pregătiri de iernat - Capitolul XXV O vulpe bătrână de-a lui James Ross - Capitolul XXVI Ultima bucată de cărbune - Capitolul XXVII Marile geruri ale Crăciunului - Capitolul XXVIII Pregătiri de plecare - Capitolul XXIX Străbătând câmpurile de gheață - Capitolul XXX Cairn-ul - Capitolul XXXI Moartea lui Simpson - Capitolul XXXII Întoarcerea la Forward | - Capitolul I Inventarul doctorului - Capitolul II Primele cuvinte ale lui Altamont - Capitolul III Șaptesprezece zile de mers - Capitolul IV Ultimul glonț - Capitolul V Foca și ursul - Capitolul VI Porpoise - Capitolul VII O discuție despre hărți - Capitolul VIII O călătorie spre nordul golfului Victoria - Capitolul IX Frigul și căldura - Capitolul X Plăcerile iernatului - Capitolul XI Urme neliniștitoare - Capitolul XII Închisoarea de gheață - Capitolul XIII Mina - Capitolul XIV Primăvara polară - Capitolul XV Trecerea din nord-vest - Capitolul XVI Arcadia boreală - Capitolul XVII Revanșa lui Altamont - Capitolul XVIII Ultimele pregăriri - Capitolul XIX Marșul spre nord - Capitolul XX Urme pe zăpadă - Capitolul XXI Marea liberă - Capitolul XXII Apropierea de pol - Capitolul XXIII Pavilionul englez - Capitolul XXIV Curs de cosmografie polară - Capitolul XXV Muntele Hatteras - Capitolul XXVI Întoarcerea în sud - Capitolul XXVII Încheiere |

## Realitatea istorico-geografică

### Teoria mării polare lipsite de ghețuri
Romanul se bazează în parte pe teoria că marea polară nu este acoperită de ghețuri. Geograful August Peterman a fost principalul susținător al acestei teorii, care a influențat expedițiile desfășurate între 1853 și 1876. Scriitorul J.-M.G. Le Clézio arată că ruta urmată de căpitanul Hatteras este aceeași cu cea urmată de Markemson.
În realitate, Polul Nord nu a fost atins decât după mai bine de patruzeci de ani de la apariția romanului, de către Robert Peary, în 1909. În capitolul 24 al celei de-a doua părți, Jules Verne recunoaște în mod indirect că e puțin probabil ca Polul Nord să fie atins curând: el consideră că e mai probabil ca centrul Africii și al Australiei să fie atinse înainte.

### Groenlanda, „Țara verde” a secolului al X-lea
Jules Verne indică faptul că, urmărind cronicile islandeze, în jurul secolului al X-lea au înflorit în Groenlanda (țara verde) 200 de localități. În epoca actuală, această teorie este în continuare acceptată: oamenii de știință cred că a avut loc o încălzire temporară a Groenlandei, care a permis dezvoltarea localităților.

### Noua Americă

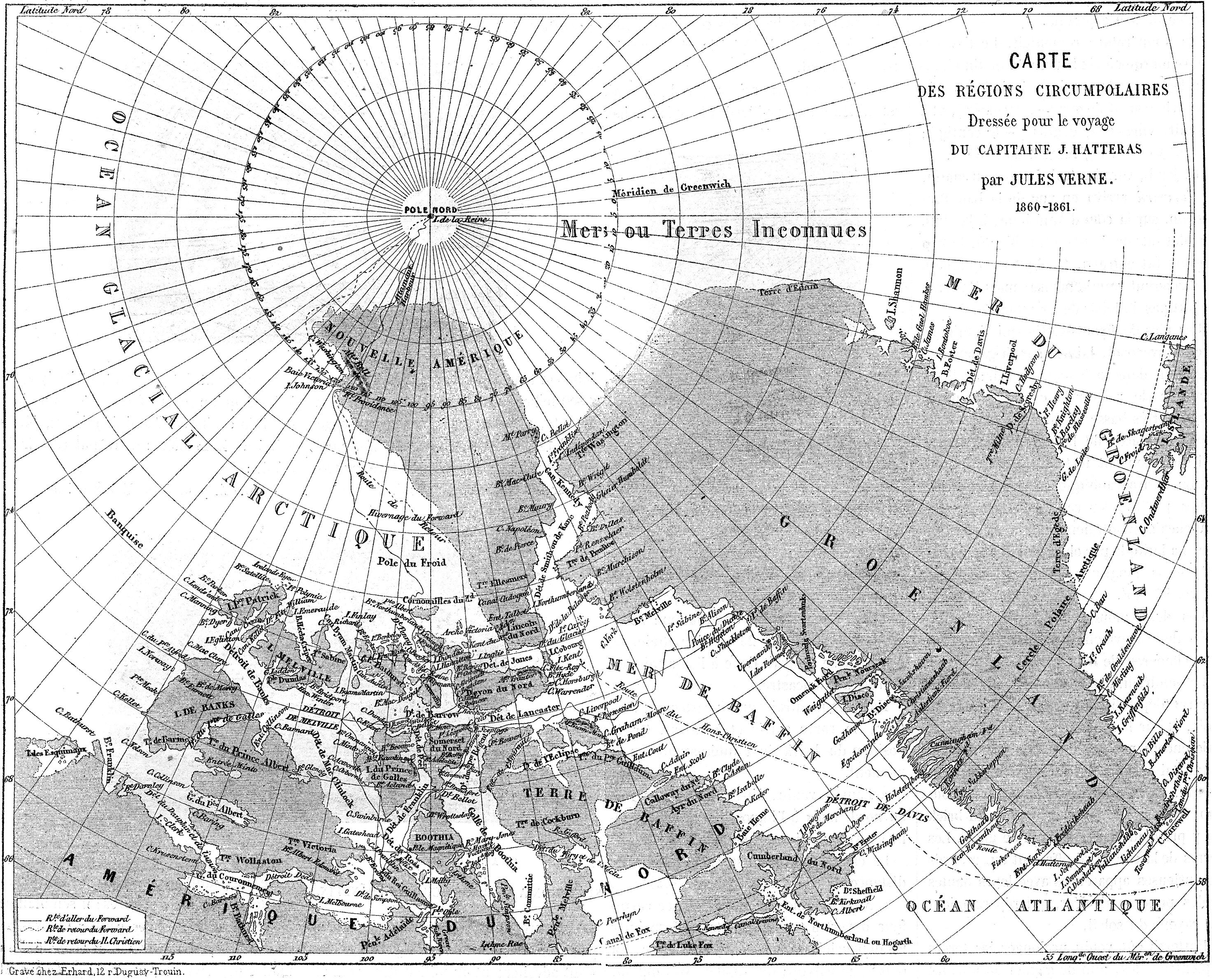
Noua Americă pe harta călătoriei căpitanului Hatteras

Noua Americă este numele dat unei mari insule arctice, o extensie nordică a insulei Ellesmere descoperită de căpitanul John Hatteras și echipajul său. Ea este delimitată de Golful Victoria, de Capul Washington, Insula Johnson, Bell-Mount și Fort Providence, cel mai nordic punct al ei fiind (87°5′N 118°35′V / 87.083°N 118.583°V) Portul Altamont.
La fel ca multe creații imaginare ale lui Verne, descrierea pe care o face geografiei arctice s-a bazat pe cunoștințele științifice ale vremii, dar a fost confirmată de descoperirile ulterioare. Insula Ellesmere a fost re-descoperită și numită de către Edward Inglefield în 1852, fiind explorată de Isaac Israel Hayes între 1860-61. La patruzeci de ani de la publicarea romanului Robert Peary a pretins că a văzut Țara Crocker în jurul latitudinii de 83° N, Frederick Cook a văzut Țara Bradley la 85° N, ambele în zone ocupate de Noua Americă a lui Verne. Cook și-a ales ruta expediției sale fiind inspirat de lecturile sale din Verne.
Ținutul a fost numit după căpitanul Altamont, un explorator american, primul care a pus piciorul pe acest teritoriu. Citind romanul, nu este clar dacă Noua Americă vrea să fie o pretenție teritorială a Statelor Unite ale Americii. După cum arată William Butcher, acest lucru nu ar fi surprinzător, ținând cont că Verne a scris despre achiziția teritoriului Alaska în Ținutul blănurilor, iar insula Lincoln este propusă pentru a deveni posesiune americană în Insula misterioasă. De fapt, în capitolul eliminat "John Bull și Jonathan", Hatteras și Altamont se duelează pentru privilegiul de a pretinde teritoriul pentru țările lor.

## Teme abordate în roman
- Explorarea teritoriilor necunoscute și cucerirea Polului Nord
- Nebunia, o temă verniană recurentă, care apare de-a lungul întregii sale opere, chiar și treizeci de ani mai târziu, în În fața steagului
- Studiu etnografic al popoarelor hiperboreene (eschimoșii)
- Supraviețuirea dificilă în medii extreme (lupta contra gerului, a zăpezii și a urșilor polari)

## Lista personajelor
- Altamont
- Bell
- Locotenentul Bellot
- Bolton
- Brunton
- Capitanul Dog
- Doctorul Clawbonny
- Clifton
- Maistrul Cornhill
- Câinele Duk
- Foker
- Garry
- Grinnel
- Gripper
- Căpitanul John Hatteras, cunoscut sub pseudonimul K. Z.
- Maistrul Johnson
- Doctorul Kane
- Pen
- Plower
- Richard Shandon
- Simpson
- Strong
- James Wall
- Waren
- Wolsten

## Adaptări
În 1912, Georges Méliès a realizat un film bazat pe acțiunea romanului, intitulat Conquête du pôle.
În 1982, Electrecord a lansat discul de vinil Căpitanul Hatteras, o dramatizare de Claudiu Cristescu cu o distribuție din care făceau parte Ion Marinescu, Constantin Dinulescu, Corrado Negreanu, Mihai Mereuță, Boris Petroff și Cornel Constantin.

## Traduceri în limba română
- perioada interbelică - Deșertul de ghiață - Aventurile căpitanului Hatteras, Ed. Cugetarea, 156 pag.
- 1973 - Căpitanul Hatteras, Ed. Ion Creangă, Colecția "Jules Verne", vol. 5, traducere Iosif Katz, 472 pag.
- 2010 - Căpitanul Hatteras, Ed. Adevărul, Colecția "Jules Verne", vol. 5, traducere Diana-Irina Gabor, 440 pag., ISBN 978-606-539-143-7